# ژان دو گریبالدی
ژان دو گریبالدی (فرانسوی: Jean de Gribaldy‎؛ ۱۸ ژوئیه ۱۹۲۲ – ۲ ژانویهٔ ۱۹۸۷) دوچرخه‌سوار اهل فرانسه بود.